# Dehiscencia (medicina)

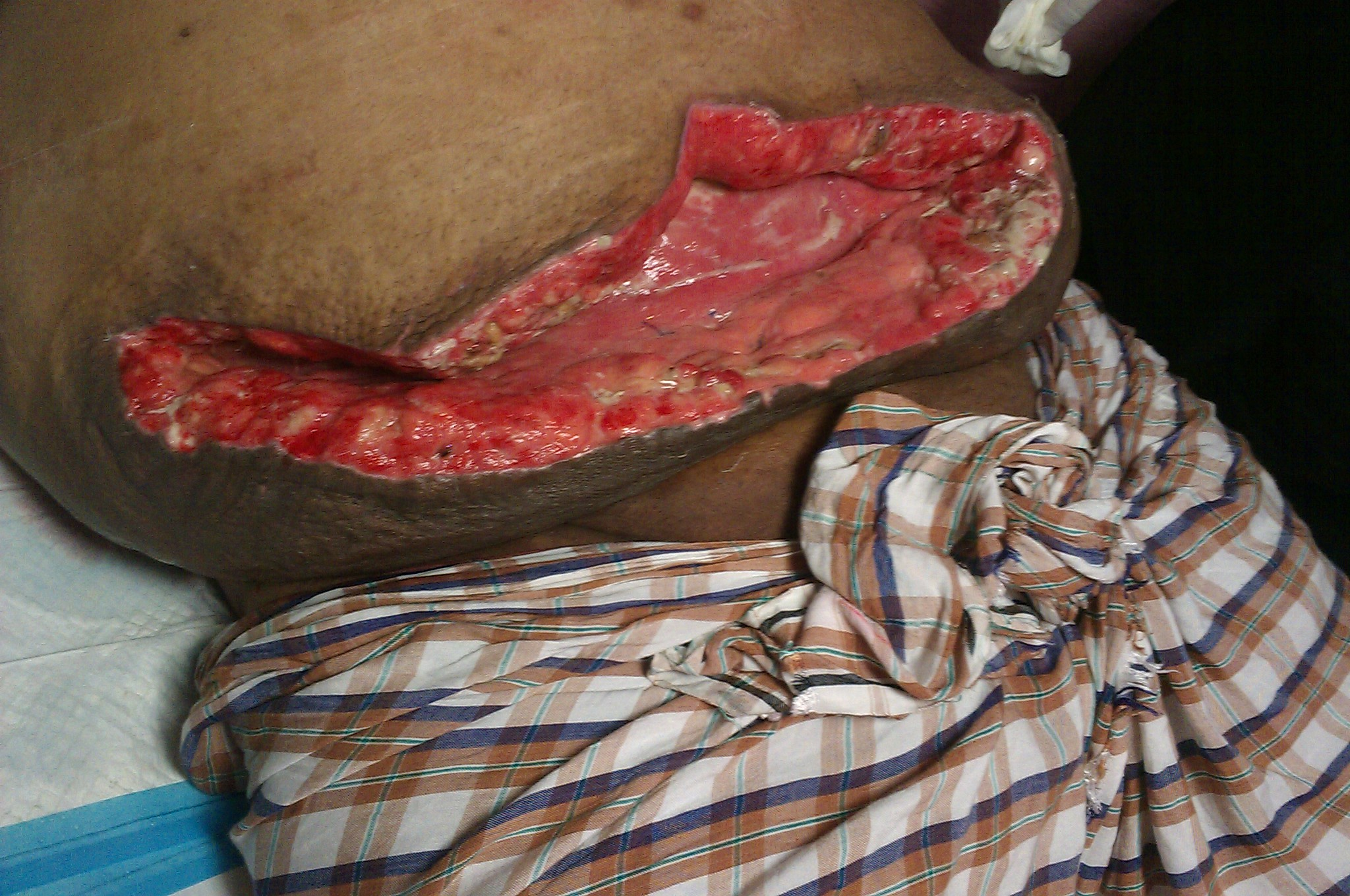
Dehiscencia posquirúrgica tras cirugía de reparación de hernia inguinal.

Se denomina dehiscencia en el ámbito sanitario, a una complicación quirúrgica en el que la herida se separa o se abre repentinamente, por lo regular sobre una línea de sutura. Usualmente el desarrollo deficiente de matriz extracelular y la cantidad inadecuada de colágeno o los defectos del mismo (como en el Síndrome de Ehlers Danlos) son las causas de dehiscencia de heridas en el periodo de recuperación. Los factores de riesgo para padecer esta lesión además de defectos en la producción de colágeno son:
- diabetes
- obesidad
- mala técnica de sutura.
- trauma posquirúrgico sobre la herida.[1]

## Síntomas
Los síntomas incluyen sangrado, dolor, inflamación, fiebre y apertura espontánea de la herida.

## Causas
Una causa primaria es una infección sub-aguda derivada de una mala técnica aséptica. La suturas recubiertas como el Vicryl (que le confieren protección antimicrobiana a la línea de sutura), usualmente se degradan a un ritmo equivalente con la reparación del tejido (la sutura se degrada al mismo tiempo en el que ocurre la reparación tisular), pero en presencia de bacteria, su degradación se acelera. 
Si se conoce que hay ausencia de otros factores metabólicos que pudieran retardar la cicatrización y por lo tanto contribuir a la dehiscencia, se debe sospechar primeramente de la infección sub-aguda como causa y por lo tanto seguir el protocolo de atención, que consiste en obtener cultivos de las heridas y administración de antibióticos. 
Una mala técnica de separación de la piel y el tejido subyacente durante la cirugía, exceso de tensión en los bordes de la sutura derivados de fuerzas tirantes y levantamientos, o el hecho de que la sutura se ubique en una zona de mucha tensión o mucha movilidad como la espalda, hombros o piernas; facilitan la presencia de la dehiscencia. Los individuos con Síndrome de Ehlers Danlos comúnmente experimentan dehisencia. Otros factores que predisponen a esta lesión son: fumar, presencia previa de cicatriz, error quirúrgico, cáncer, uso crónico de corticosteroides, e incremento de la presión abdominal.

## Prevención
La dehiscencia se puede prevenir con una técnica adecuada de separación de piel y tejidos subyacentes, disminuyendo la tensión en los bordes de la sutura, evitando cargar objetos pesados y hematomas. Se puede prevenir acelerando la cicatrización con una dieta adecuada, controlando la diabetes y evitando ciertos medicamentos como prednisona. Se pueden utilizar bandas elásticas auto adherentes sobre la sutura hasta por una semana.
La limpieza de la herida, y los antibióticos también nos pueden ayudar a prevenir la dehiscencia.

## Tratamiento
Cuando la dehiscencia de la herida ocurre, puede ser tratada permitiendo la granulación (tejido granular), reavivando los bordes y suturando de nuevo, y dando un tratamiento profiláctico con antibióticos (profilaxis).  La exposición al aire, el desbridamiento y (si se indica), el cambio frecuente de las gasas también ayudan en el tratamiento.